# Protandrena amplipennis
Protandrena amplipennis är en biart som beskrevs av Timberlake 1976. Protandrena amplipennis ingår i släktet Protandrena och familjen grävbin. Inga underarter finns listade i Catalogue of Life.